# Daniel Everett
Daniel Leonard Everett (* 26. Juli 1951 in Holtville, Kalifornien) ist ein US-amerikanischer Sprachwissenschaftler mit Schwerpunkt auf Phonetik und Phonologie.

## Leben
Daniel Everett ging 1977 nach Brasilien, um das Volk der Pirahã zu missionieren. Nach eigener Aussage sei sein einziges Diplom eines zur Bibel und Fremdenmission gewesen, des Moody Bible Institute in Chicago.
Beeinflusst durch ihr Konzept der Wahrheit und das Fehlen eines Schöpfungsmythos der Pirahãs verlor er langsam seinen Glauben und wurde ab 1985 zum Atheisten. Everett war von 1989 bis 1999 an der University of Pittsburgh tätig; von 2006 bis 2010 lehrte er an der Illinois State University. Seit 2010 ist er Professor für Soziologie an der Bentley University in Waltham.

## Lehre
Everett wurde vor allem durch seine Thesen zur Pirahã-Sprache bekannt, die gegen Chomskys Annahme einer Universalgrammatik spreche. Denn die Sprache der Pirahã kenne viele der Elemente nicht, die Noam Chomsky, Steven Pinker und andere für genetisch vorbestimmt halten. Die Sprache der Pirahã kommt mit rund der Hälfte der Konsonanten und Vokale des (griechischen) Alphabets aus. Diese Sprache kennt keine Prä- oder Suffixe, keine Plural- oder Singularformen und auch keine anderen komplizierten Eigenschaften wie unregelmäßige Formen. Offenbar reicht das für die Kommunikation der Pirahã, schloss Everett aus seinen Sprach-Forschungen.
Da die Sprache der Pirahã keine Passivkonstruktionen hat, haben alle Erzählungen Hauptpersonen der Handlung. Vergangenheitsformen fehlen ganz, anstelle von zeitlich oder logisch verbindenden Haupt- und Nebensätzen stehen Reihungen. Wie Perlenketten reihen sie die Wörter aneinander: „Hund Schwanz am Ende ist schlecht.“
Wissen erfordert in der geistigen Welt der Pirahã den Bericht eines Augenzeugen: Sie unterscheiden genau, ob derjenige, der etwas erzählt, das gesehen und gehört hat oder nur vom Hörensagen kennt. Solche Bewertungen werden auch als Endung an die Verben am Ende einer Sprech-Mitteilung angehängt. Die Geschichten des Missionars wurden für seine Zuhörer in dem Moment vollkommen unglaubwürdig, als er einräumen musste, er habe Jesus nie gesehen oder gehört. Ihre Sprache thematisiert das unmittelbare Erleben und ist gebunden an das unmittelbare Erleben. Gespräche über die Geisterwelt haben für die Pirahã nichts Fiktives. Träume sind für sie Erlebnisse wie alle anderen auch. Themen, die nicht im subjektiven Erleben wurzeln, sind den Pirahã fremd.

## Schriften (Auswahl)
- Don’t sleep, there are Snakes. Life and Language in the Amazonian Jungle. Pantheon, New York NY 2008, ISBN 978-0-375-42502-8.
  - deutsch: Das glücklichste Volk. Sieben Jahre bei den Pirahã-Indianern am Amazonas. Aus dem Englischen von Sebastian Vogel. Deutsche Verlags-Anstalt, München 2010, ISBN 978-3-421-04307-8.
- Language. The Cultural Tool. Pantheon, New York NY 2011, ISBN 978-0-307-37853-8.
  - deutsch: Die größte Erfindung der Menschheit. Was mich meine Jahre am Amazonas über das Wesen der Sprache gelehrt haben. Aus dem Englischen von Harald Stadler. Deutsche Verlags-Anstalt, München 2013, ISBN 978-3-421-04594-2.
- mit Jeanette Sakel: Linguistic Fieldwork. A Student Guide. Cambridge University Press, Cambridge u. a. 2012, ISBN 978-0-521-54598-3.
- Dark Matter of the Mind. The Culturally Articulated Unconscious. The University of Chicago Press, Chicago IL u. a. 2016, ISBN 978-0-226-07076-6.
- How Language Began. The Story of Humanity’s Greatest Invention. Profile Books, London 2017, ISBN 978-1-78125-392-2.